# نيجا (مغنية)
أغنيس كاتشيولا (بالإيطالية: Agnese Cacciola)‏ المعروفة باسمها الفني نيجا، من مواليد 15 أغسطس 1972، هي مغنية بوب وجاز وراقصة إيطالية.

## الحياة والعمل
ولدت كاتشيولا في تورينو، ودرست العزف على البيانو منذ طفولتها، وفي سن المراهقة بدأت تغني موسيقى الجاز، في عام 1996 أصدرت أول أغنية لها باسم نيجا تحت عنوان "هيلو" (Hallo)، تلتها في عام 1998 أغنيتا القلق (Restless) والصدمة (Shock) اللذان تم الرقص عليهما في جميع أنحاء أوروبا، في عام 1999 أصدرت أغنية "اللعبة" (The Game)، والتي شاركت من خلالها في مسابقة فستيفالبار وفازت بمهرجان أن ديسكو بير ليستاتي،
منذ عام 2013 باعت أكثر من 4 ملايين أسطوانة.

## التسجيلات

### ألبومات
- 1999 - اللعبة
- 2003 - هات سطاف
- 2004 - الرحلة الأولى (إي بي)
- 2008 - أكوستي كلوب
- 2009 - 133 سوشي كلوب
- 2010 - 133 سوشي كلوب المجلد. ثانيًا
- 2011 - 133 سوشي كلوب المجلد. ثالثا
- 2013 - نيجا فو

### الفردية
- 1997 - "هالو"
- 1998 - "قلق"
- 1998 - "صدمة!"
- 1999 - "اللعبة"
- 2000 - "حكاية خيالية"
- 2000 - "سينجين نانانا"
- 2000 - "عيد الأم"
- 2001 - "الوقت يطير"
- 2001 - "الرجوع في 4 الصباح"
- 2002 - "أبحث عن شيء ما"
- 2003 - "هات سطاف"
- 2003 - "إلى الموسيقى"
- 2005 - "من سيكون؟"
- 2007 - "كاتووك"
- 2008 - "أحلام سعيدة"
- 2009 - "لوفين يو" (واي إي جي 011 ونيجا)
- 2010 - "آسف" ( لانفرانشي وفارينا ونيجا)
- 2011 - "والكين أون جريم" (أو 2 مع. نيجا)

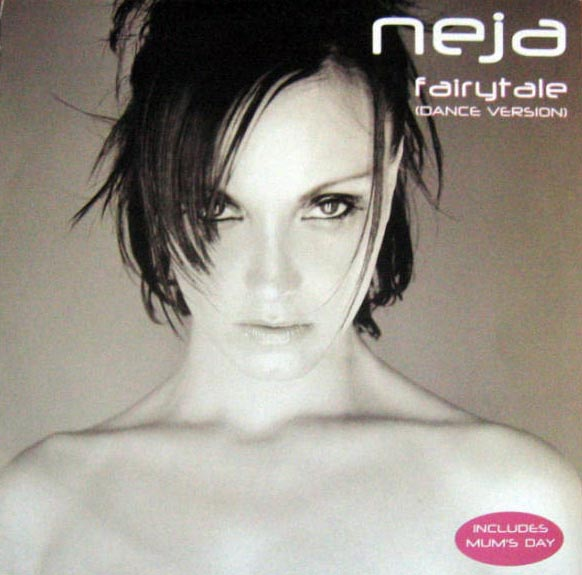
غلاف أغنية "حكاية خيالية" (Fairytale)

- 2012 - "لقد عادت الشمس مرة أخرى"
- 2013 - "دور الحب"

## السجل الزمني
| سنة  | أغنية               | بلجيكا | البرازيل | فرنسا | أيسلندا | إيطاليا | المملكة المتحدة | السويد |
| ---- | ------------------- | ------ | -------- | ----- | ------- | ------- | --------------- | ------ |
| 1998 | الأرق               | 32     |          | 35    |         | 2       | 47              | 58     |
| 1999 | صدمة!               |        |          |       | 4       | 6       |                 |        |
| 1999 | اللعبة              |        |          |       |         | 7       |                 |        |
| 2000 | "حكاية خيالية"      |        |          |       |         | 24      |                 |        |
| 2000 | "سينغين نانانا"     |        |          |       |         | 21      |                 |        |
| 2001 | "الوقت يمضي"        |        |          |       |         | 26      |                 |        |
| 2003 | "الرجوع في 4 صباحا" |        | 39       |       |         | 45      |                 |        |
| 2003 | "هات سطاف"          |        |          |       |         | 32      |                 |        |

## وصلات خارجية
- الموقع الرسمي لنيجا
- نيجا علي موقع أول ميوزيك
- نيجا التسجيلات من ديسكاغز.كوم